# Podhajczyki (przystanek kolejowy)
Podhajczyki (ukr. Підгайчики, ros. Подгайчики) – przystanek kolejowy w pobliżu miejscowości Podhajczyki, w rejonie kołomyjskim, w obwodzie iwanofrankiwskim, na Ukrainie.
Przed II wojną światową stacja kolejowa. W późniejszym okresie dodatkowe tory zostały zdemontowane, a stacja zdegradowana do roli przystanku.